# Icône russe pré-mongole
Les icônes russes pré-mongoles sont les icônes datant des XIe siècle, XIIe siècle début du XIIIe siècle qui ont été réalisées avant les invasions mongoles au milieu du XIIIe siècle. Il ne faut toutefois pas isoler de manière exagérée, sinon quant à leurs dates précises de réalisation, les œuvres pré-mongoles et celles de la période postmongole. Après, comme avant l'invasion mongole, Novgorod, Pskov, Moscou continuent à puiser à la source de l'art byzantin.

## Histoire

### L'invasion mongole (1237-1240)
L'art des icônes s'est développé dans la Rus' à partir de Byzance, après l'adoption du christianisme pour son peuple, en 988, par le prince Vladimir Ier. Deux siècles après cette conversion se produisirent des événements qui ont marqué profondément toute l'histoire de la Russie : sa dévastation par Batu à la tête de la Horde d'or mongole en 1227-1240 sous le règne d'Ogödei, qui succédait à Gengis Khan. La Russie n'est libérée de la Horde d'or mongole qu'en 1480, par Ivan III.
D'autres événements marquants se produisent à la fin du XIIIe siècle : les principautés du sud et de l'ouest de la Rus' passent peu à peu sous la domination du grand-duché de Lituanie. Le centre politique des Russes est déplacé vers le nord-est de la Rus'. En 1299, le métropolite Maxime abandonne son siège épiscopal de Kiev pour le fixer à Vladimir sur la Kliazma. La région du nord-est est gravement touchée par l'invasion mongole. Mais dès la fin du XIIIe siècle y renaît une vie artistique, notamment grâce aux ateliers d’icônes de la ville de Rostov. Les villes de Novgorod et de Pskov ne furent pas touchées directement par ces invasions mongoles, mais celles-ci n'en jouèrent pas moins un rôle très important également par le développement de leur culture.
Une série d'icônes provenant de différents ateliers et datant de périodes différentes du milieu du XIIIe siècle permet de constater comment l'art de l'icône s'est modifié du fait de la situation politique. L'harmonie qui ressort des icônes du XIe siècle et XIIe siècle et du début du XIIIe siècle provient de leur origine byzantine. Ces œuvres byzantines sont conservées, admirées, copiées et simplifiées par les maîtres russes. Les œuvres qui ont précédé les invasions peuvent dès lors être étudiées séparément de celles qui les ont suivis.

### Rus' de Kiev
Il existait déjà des églises chrétiennes sur le territoire de la Rus' de Kiev avant 988, mais à partir de 996 commença la construction de la première église en pierre appelée église de la Dîme. La construction et la peinture intérieure des églises fut réalisée par des maîtres byzantins invités. L'église de la Dîme n'a pas été conservée, mais les archéologues peuvent affirmer que la plus grande partie de la décoration a été réalisée selon la technique de la mosaïque, le reste étant recouvert de fresques.
Le prince Vladimir Ier ramena de la ville de Chersonèse à Kiev de nombreuses icônes dont aucune n'a été conservée.

Pratiquement aucune icône de Kiev, Tchernigov, Pereiaslav, Smolensk et d'autres villes russes du sud ou de l'ouest ne sont arrivées jusqu'à nous, alors que dans toutes ces villes existaient des centres d'art iconographiques importants. Il est possible de s'en faire une idée grâce aux nombreuses fresques murales pour la réalisation desquelles les princes firent appel aux meilleurs maîtres. Ces peintres d'icônes pratiquaient en effet aussi bien l'art de l'icône que celui de la fresque. Alors que la Rus' adopte le christianisme, elle a accès, en même temps, à la culture de Byzance.

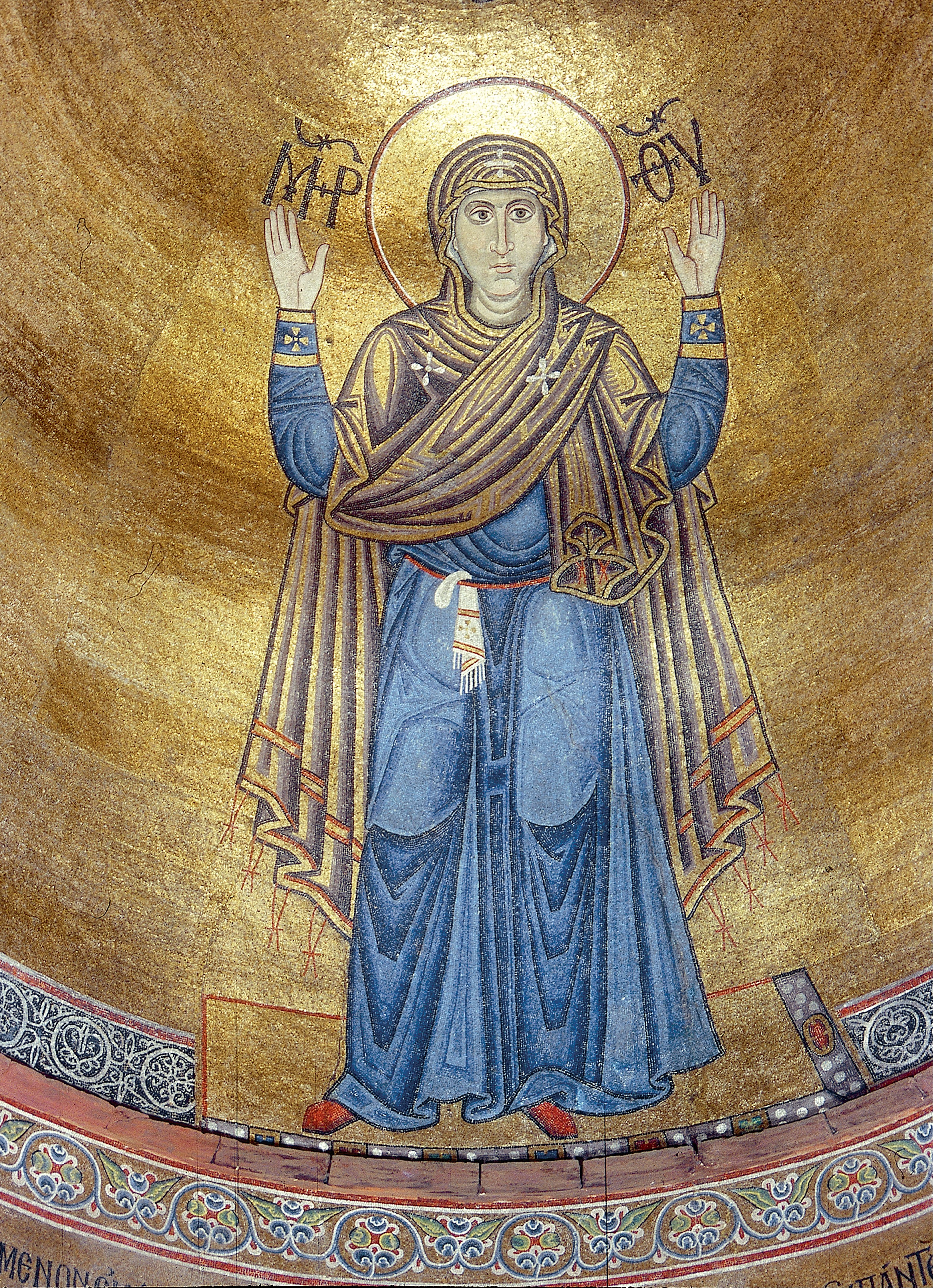
La Vierge orante, cathédrale Sainte-Sophie à Kiev.

Les ensembles les plus connus de la période pré-mongole à Kiev sont les mosaïques et les fresques de la cathédrale Sainte-Sophie de Kiev, réalisées à la demande de Iaroslav le Sage au XIe siècle. Les peintures murales de l'édifice s'inspirent de la tradition byzantine, mais conservent malgré tout des particularités. Ainsi sur le tambour de la coupole centrale sont représentés les douze apôtres, qui rappellent, par leur présence, leur souhait de christianiser la terre entière. Le cycle des récits des évangiles est très détaillé pour l'époque (XIe siècle). Sur le mur ouest, se trouve le portrait de la famille de Iaroslav le Sage. La coupole principale et l'autel ont été décorés de mosaïques, parmi lesquelles l'image du Christ pantocrator au zénith et une Mère de Dieu orante sur la voûte au-dessus de l'autel. Le reste de l'édifice a été recouvert de fresques.

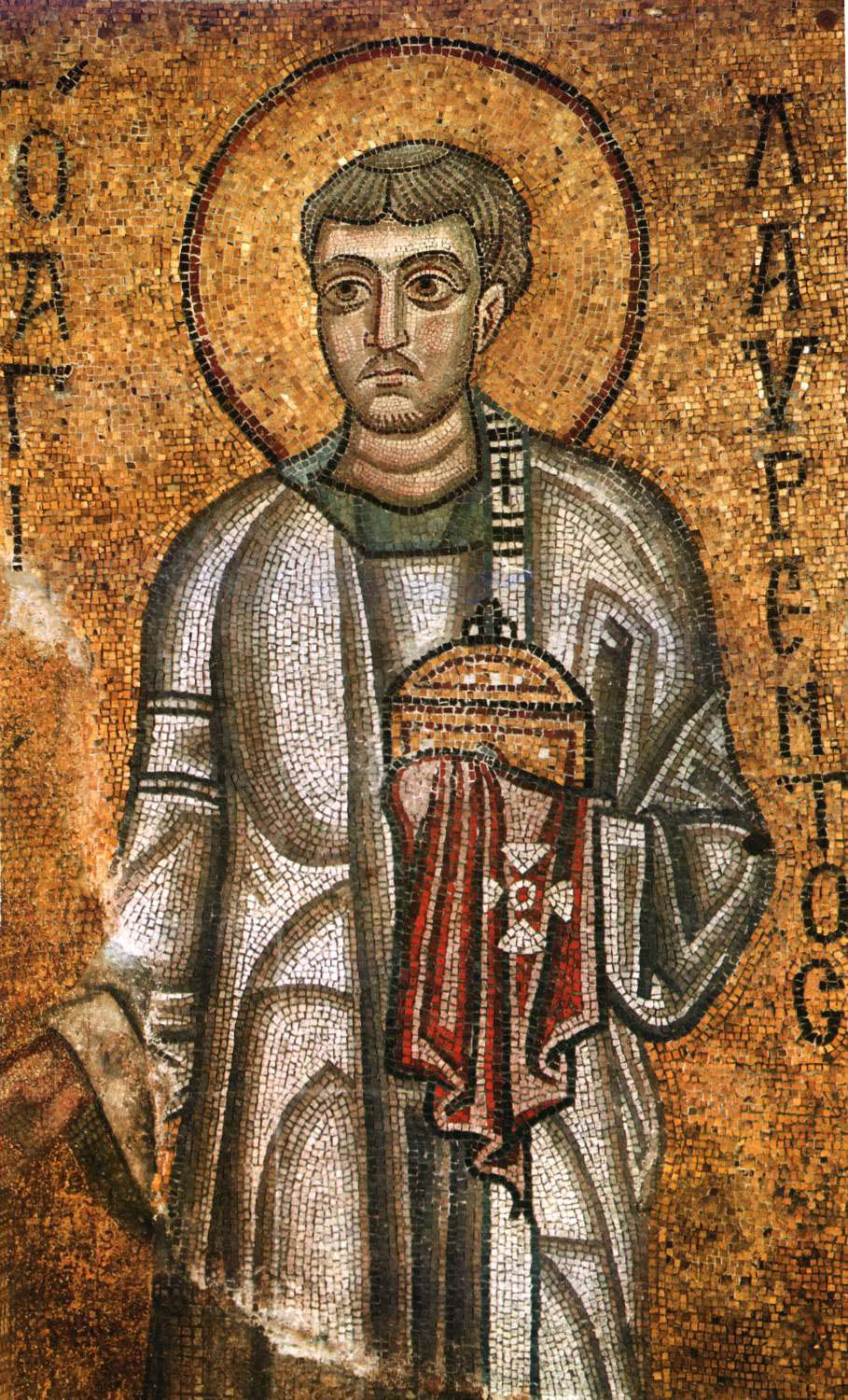
Archidiacre Lavrenti, XIe siècle, cathédrale Sainte-Sophie à Kiev.

Le style, tant des mosaïques que des fresques, correspond, avec ses particularités, à l'art byzantin de la première moitié du XIe siècle c'est-à-dire à la période iconographie macédoniennes de style ascétique. Les visages ne traduisent aucune émotion, aucun sentiment. Les regards sont figés et les yeux symétriques accentuant cet effet. Les personnages sont représentés dans des poses sévères, leurs tailles sont fortes et trapues. Les mains et les pieds sont lourds, grossiers. La modélisation des plis des vêtements est stylisée, purement graphique, sans naturel. La lumière semble d'une clarté surnaturelle, représentant symboliquement la lumière divine.
La construction et la peinture de la cathédrale de la Dormition de la laure des Grottes de Kiev a joué un rôle important dans l'histoire de l'iconographie. Les travaux furent réalisés par des maîtres de Constantinople dans les années 1073 à 1089. Ces peintures et la cathédrale elle-même ont été détruits en 1941. Mais il en subsiste une description faite au XVIIe siècle, à partir de laquelle il est possible de se les représenter telles qu'elles étaient. La cathédrale servit de modèle pour beaucoup d'autres édifices dans d'autres villes de la Rus' et son iconographie, souvent reproduite a exercé une grande influence. Après avoir réalisé leur travail les peintres restèrent dans le monastère et fondèrent une école. Parmi eux les premiers maîtres iconographes russes : Grigori peintre d'icônes et Alipi Petcherski.
Durant toute la période pré-mongole les peintres grecques furent invités à participer activement aux travaux de création dans la Rus'. Il est parfois difficile d'attribuer les œuvres à des maîtres grecs plutôt qu'à des peintres régionaux. Aussi bien les fresques que les icônes peuvent être rattachées à l'iconographie byzantine durant cette période. Sont attribuées à des artistes grecs les fresques du monastère Saint-Michel-au-Dôme-d'Or, de la cathédrale Sainte-Sophie de Novgorod et d'autre édifices de Novgorod Veliki, les fresques de la cathédrale du monastère de la Miroja à Pskov et l'église Saint-Georges à Staraïa Ladoga. Les princes de la principauté de Vladimir-Souzdal appréciaient également le travail des peintres byzantins.
L'icône de Notre-Dame Petcherskaïa est une des seules icônes liées à la Rus' du sud (Briansk) datée du XIe siècle (galerie Tretiakov). Notre-Dame est représentée sur un trône entourée d'Antoine et de Théodose . Elle provient du monastère Svenski près de la ville de Briansk mais a été réalisée à la laure des Grottes de Kiev par Alipi Petcherski .
Il s'agit d'une Théotokos Panakhranta, Notre-Dame assise sur un trône avec l'enfant Jésus sur ses genoux.

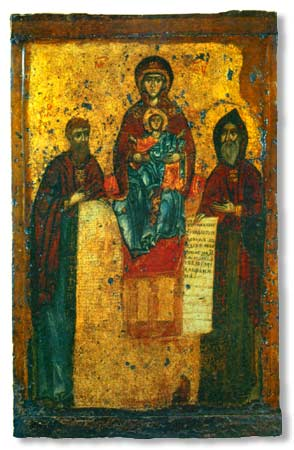
Notre-Dame Petcherskaïa ou Vierge de Svenski

### Novgorod
Les plus anciennes icônes de la Rus' sont conservées à Novgorod.
Quelques très grandes icônes proviennent de la cathédrale Sainte-Sophie et servaient à la décoration la plus ancienne de l'édifice. L'icône Le Sauveur à la riza d'or, représente le Christ sur un trône. L'icône est protégée par une riza d'or. Elle se trouve actuellement à la cathédrale de la Dormition à Moscou, au milieu d'œuvres du XVIIe siècle. L'icône des Apôtres Pierre et Paul est mieux conservée au musée de Novgorod, exposée sans ses anciennes rizas (ou oklads).
La dimension de cette icônes est inhabituelle pour l'art byzantin, elle est destinée à un édifice immense.
La Cathédrale de Moscou recèle aussi une icône peinte sur les deux faces dont l'une est une image de la Mère de Jésus en Odigitria et l'autre une icône Saint Georges (icône de la Cathédrale de la Dormition). Elle peut avoir été apportée de Novgorod ou de Kiev. L'image de Saint-Georges est parfaitement conservée. Elle présente des traits de l'iconographie ascétique du XIe siècle (l'image de la Vierge date du XIVe siècle).

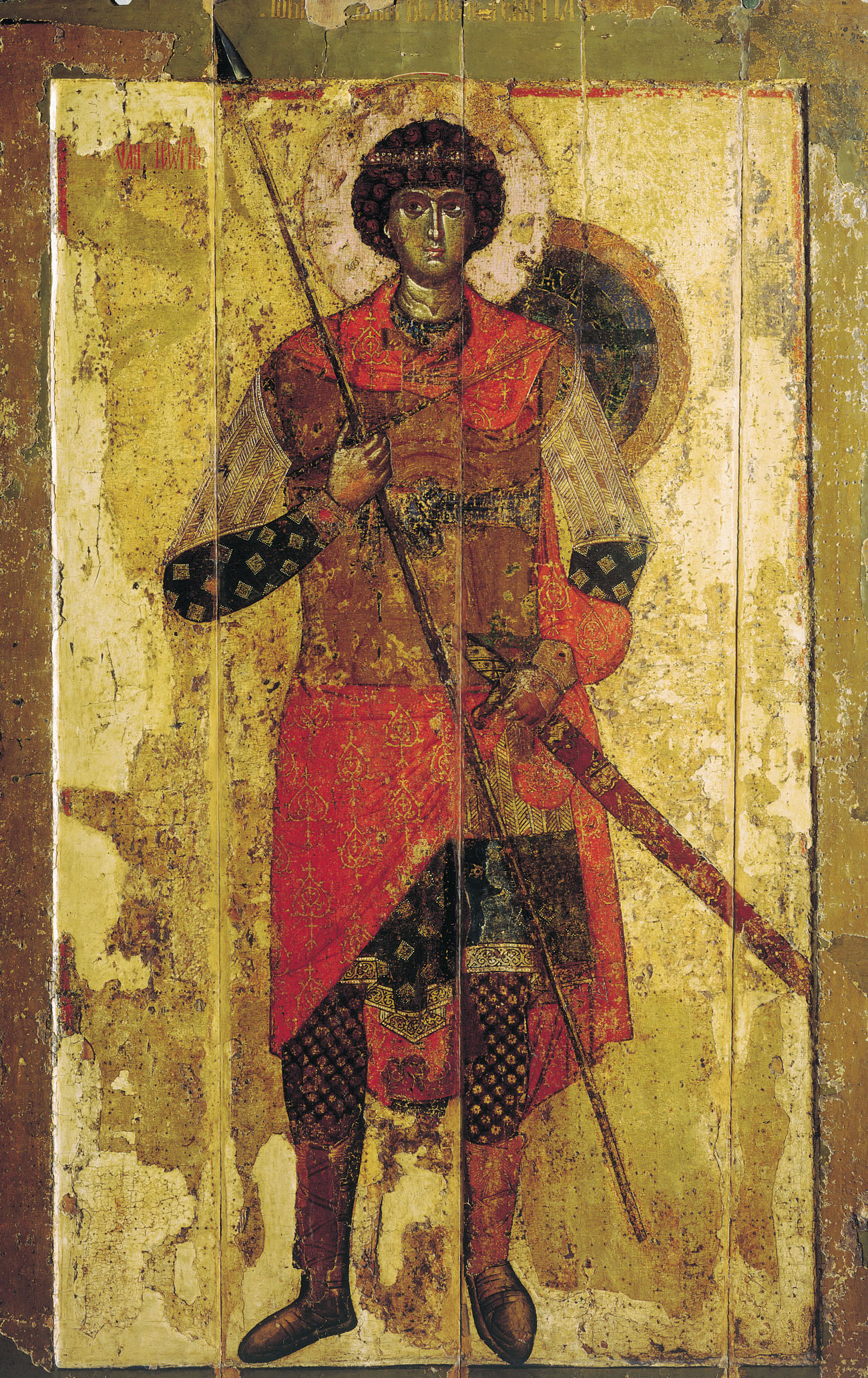
Saint Georges, galerie Tretiakov.
Le Sauveur à la riza d'or, XIe siècle, cathédrale de la Dormition de Moscou.
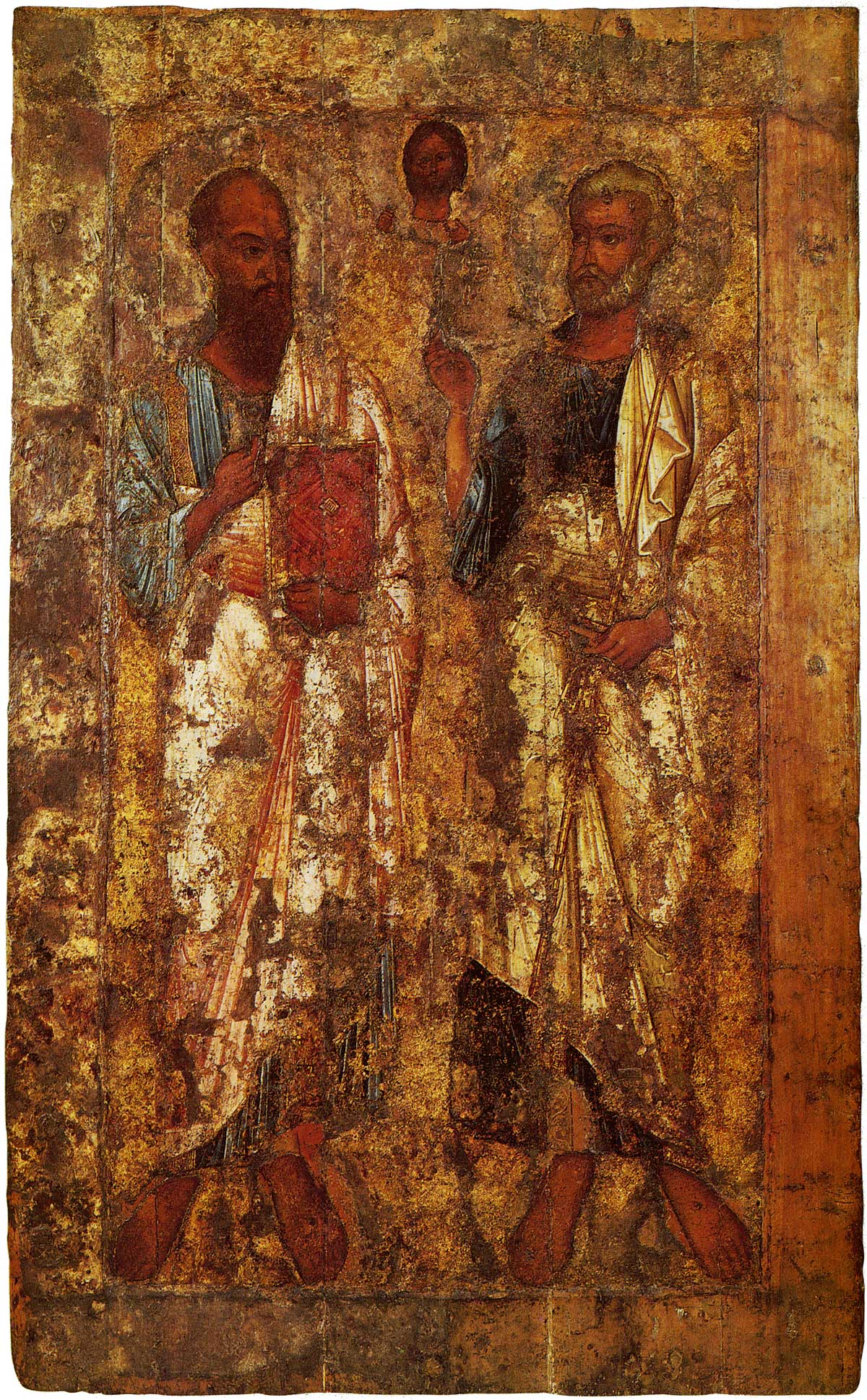
Apôtres Pierre et Paul à Novgorod. Milieu du XIe siècle. Musée-réserve de Novgorod.
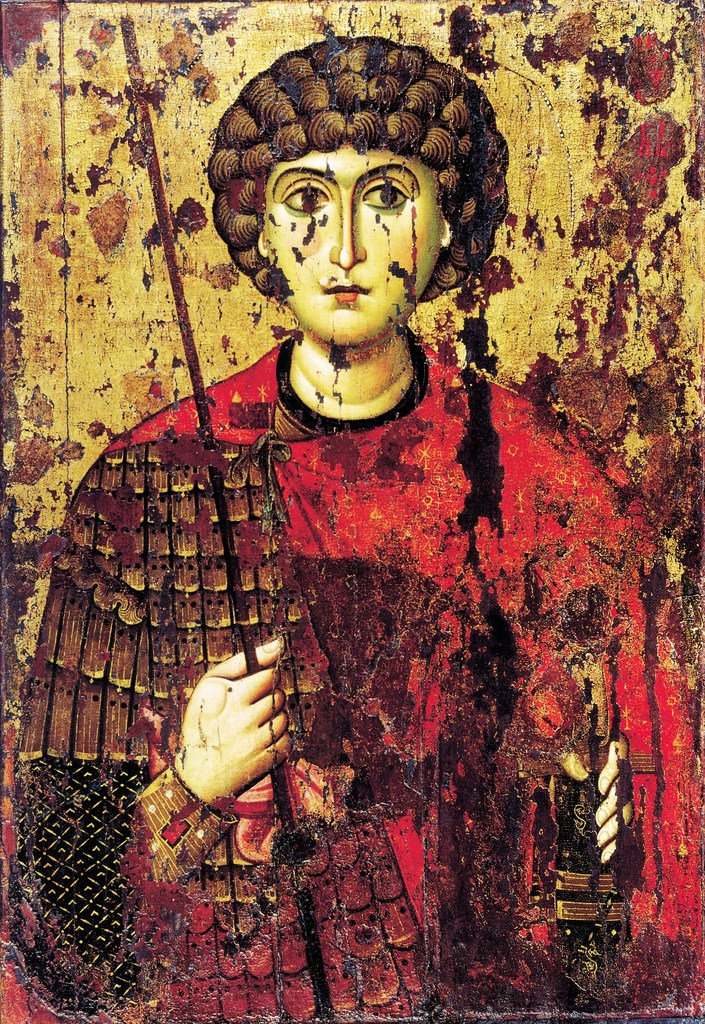
Saint Georges, fin XIe - début XIIe, cathédrale de la Dormition de Moscou.

Plusieurs icônes du XIIe siècle et du début du XIIIe siècle ont été conservées.

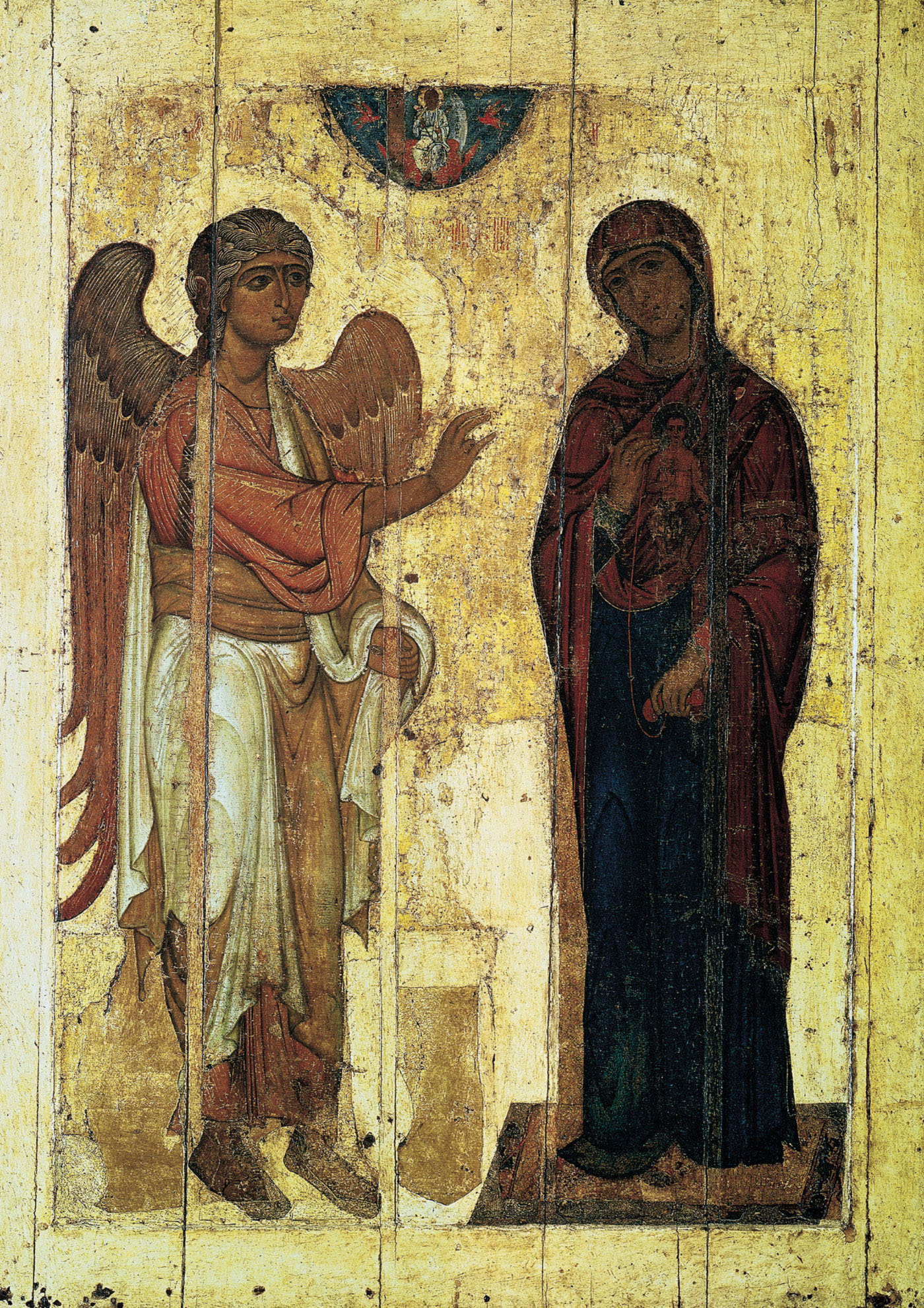
Annonciation d'Oustioug, XIIe siècle, galerie Tretiakov.

Les deux icônes suivantes sont actuellement déposées à la galerie Tretiakov et datent de 1130. Elles proviennent de l'église Saint-Georges au monastère de Iouriev. Il s'agit de l'Annonciation d'Oustioug et de Saint Georges (icône de l'église du monastère d'Iourev). Ces icônes ont des proportions inhabituellement grandes parmi les icônes orthodoxe et sont d'une exécution très soignée. Elles correspondent à une décoration de bâtiments au volume important. L'icône de l'Annonciation présente des signes évoquant la doctrine chrétienne de l'Incarnation. Au-dessus de l'icône est représenté un segment du ciel et un Christ Antiquus dierum (sous les traits d'un vieillard aux cheveux gris) en miniature, duquel part une lumière vers la Mère de Jésus représentant l'action du Saint-Esprit. Sur la robe rouge de la Vierge Marie est représentée l'image de Jésus-Christ siégeant dans le sein même de sa mère. L'icône de Saint-Georges a subi de nombreuses restaurations dont celle du visage qui a été retouché au début du XIVe siècle.
L'icône de Novgorod Notre-Dame du Signe réalisée en 1130-1140 n'a pas été bien conservée. Elle a servi au début à des processions et a été souvent transportée à cette fin. Elle est devenue célèbre en 1169, quand Novgorod fut sauvée, lors d'un siège auquel la ville échappa. Sur l'envers est représentée la Mère de Jésus, avec un médaillon sur la poitrine représentant le Christ (Emmanuel). La peinture ancienne a presque complètement disparu et s'est mélangée par fragment avec les couches de peinture superposées. 

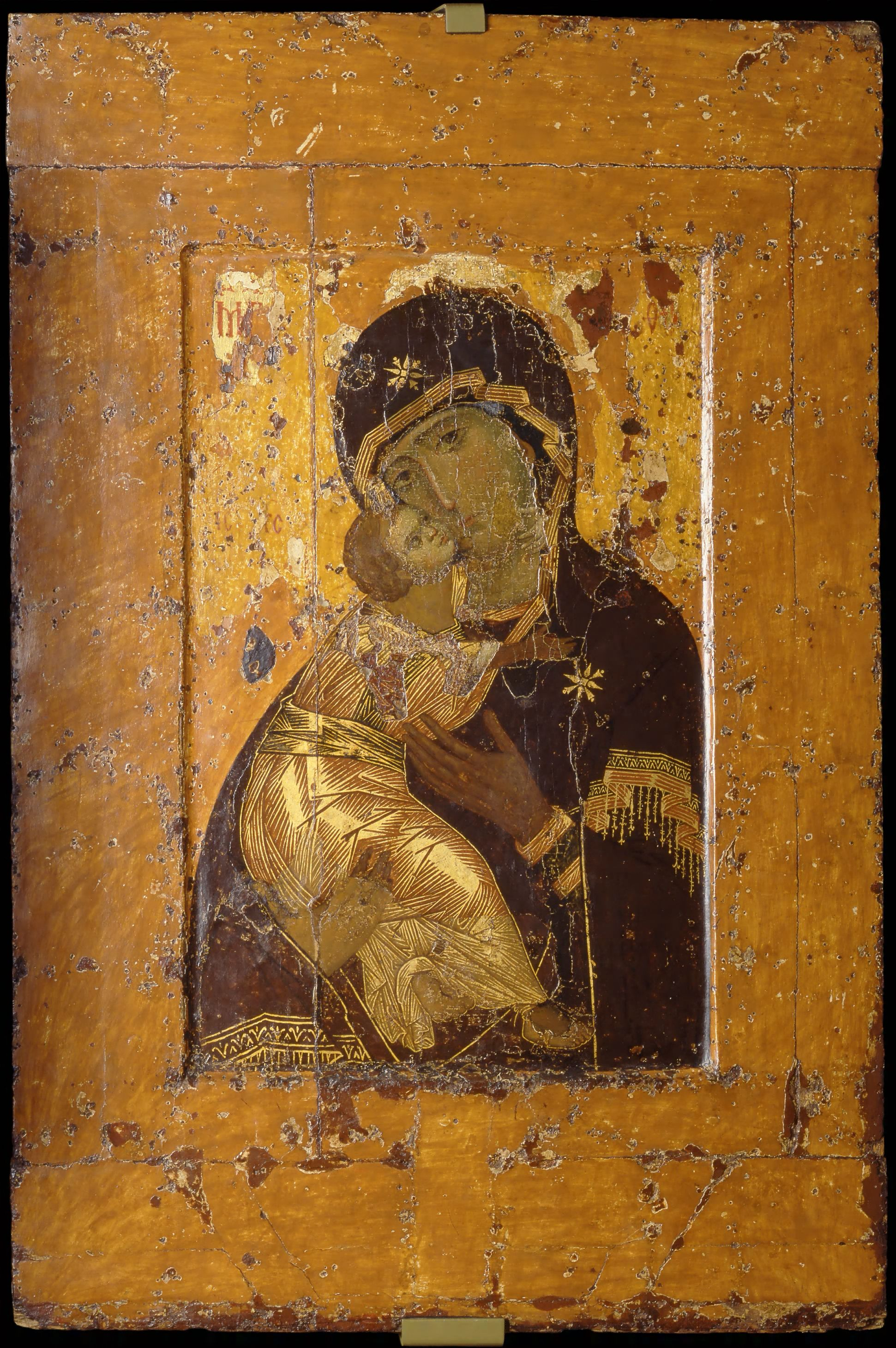
Icône de Notre-Dame de Vladimir de la Mère de Jésus. Début du XIIe siècle. Constantinople. galerie Tretiakov.

#### Style kominovski
Le style, tant des mosaïques que des fresques correspond, avec ses particularités, à l'art byzantin de la seconde moitié du XIe siècle c'est-à-dire à la période iconographie byzantine de style kominovski. 
C'est l'art de la dynastie comnène, puis de la dynastie d'Isaac II Ange (1059—1204). En général, les icônes de cette période sont appelées kominovski. Dans la seconde moitié du XIe siècle, à la place de l'ascétisme, apparaît une forme nouvelle de figures à la fois harmonieuses et classiques. Les œuvres de cette époque (comme la mosaïque du monastère de Daphni aux environs de l'an 1100) atteignent un bel équilibre entre la forme classique et la spiritualité, elles sont à la fois élégantes et poétiques.
C'est de cette époque de la fin du XIe siècle ou du début du XIIe siècle, que date la création de l'icône Notre-Dame de Vladimir (exposée à la galerie Tretiakov). C'est une des plus belles réalisation de la période Kominovski, sans aucun doute un travail byzantin. En 1131-1132, l'icône a été amenée dans la Rus' ou elle a été particulièrement vénérée. Du travail primitif ne subsiste que le visage de la Vierge et de l'Enfant. Très beau, plein de tristesse en pensant aux souffrances de son fils, le visage de la Mère de Jésus est un exemple caractéristique d'un art plus humain et plus ouvert qui est celui de l'époque kominovski. Apparaissent en même temps les traits caractéristiques des physionomies de cette période de l'art : visage allongé, yeux bridés, nez mince avec petite fosse triangulaire. 

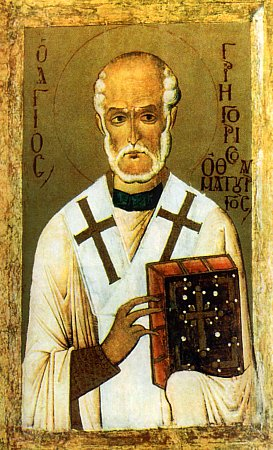
Saint-Georges le Thaumaturge, icône du XIIe siècle, ermitage.

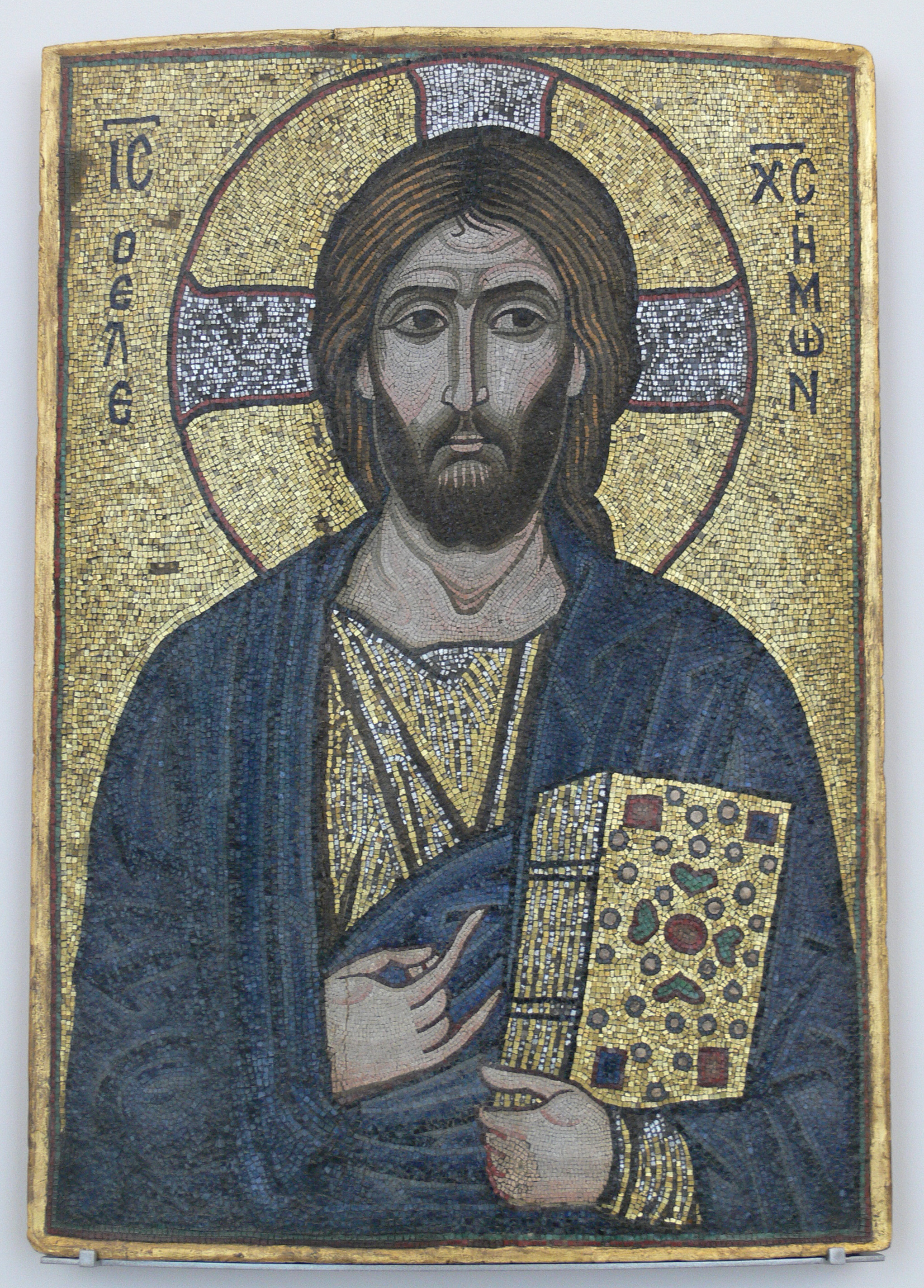
Christ Pantokrator de pitié, mosaïque, XIIe siècle.

La mosaïque du Christ Pantokrator de pitié, exprime une harmonie interne et externe, une contemplation et une attention, à la fois le caractère divin et humain du Sauveur.
Dans la seconde moitié du XIIe siècle, fut réalisée l'icône de Saint-Georges le Thaumaturge. Elle diffère de la peintures de Byzance. L'image souligne la personnalité du visage du Saint et le représente comme celui d'un philosophe.
Outre la tendance classique de l'iconographie au XIIe siècle, apparaissent d'autres tendances byzantines qui modifient l'harmonie et l'équilibre et tendent à une plus grande spiritualité. Parfois en augmentant l'expression, comme dans la fresque de 1164, de l'église Saint-Panteleimon de Nerezi, ou dans les icônes « Descente aux enfers » et « Dormition » de la fin du XIIe siècle au monastère Sainte-Catherine du Sinaï.
Dans les œuvres plus récentes du XIIe siècle, la stylisation des lignes de l'icône s'accentue. Le drapé des vêtements et les lignes du visage jouent un rôle important. La lumière acquiert une grande valeur symbolique. Les figures des personnages sont stylisées, allongées et minces. Il en résulte ce qui est appelé le maniérisme kominovski. Les icônes du monastère Sainte-Catherine du Sinaï en sont des exemples.
L'icône « La Sainte-Face» date de la fin du XIIe siècle(env.1191)(Galerie Tretiakov). Sur l'envers est représentée une image de l'adoration de la Sainte Croix. La majesté du visage du Christ est pleine de douceur et ses traits sont très fins, tandis que l'adoration de la croix par les anges, d'un style très expressive peut être rattachée au style maniériste kominovski.
La petite icône de la tête de Gabriel au Musée russe date de la fin du XIIe siècle et est appelée « l'ange aux cheveux d'or». Elle était autrefois un panneau d'une icône de type déisis avec trois personnages, dont le Christ. Le visage occupe tout l'espace de l'icône. Avec ses grands yeux, il provoque une impression de clarté et de calme. En même temps l'image est très lyrique et remplie d'émotion. Elle est du style kominovski tel qu'il a été adopté par la Rus'.
Dans la cathédrale de la Dormition de Moscou se trouve une icône de la Madone de tendresse de la fin du XIIe siècle début du XIIIe siècle. Son écriture est inhabituelle. Le Christ enfant pose sa joue sur celle de sa mère comme dans les icônes de type Éléousa et en même temps tient un livre-rouleau de sa main droite comme dans les icônes de type Odigitria. La main droite de l'enfant Jésus esquisse un geste de bénédiction. La tête de la Sainte-Vierge est recouverte d'une maforii et d'un autre vêtement plus sombre. Comme beaucoup d'icônes du début du XIIe siècle elle présente un certain caractère monumental.
La Galerie Tretiakov expose encore la Dormition aux nuages, qui date du début du XIIIe siècle.

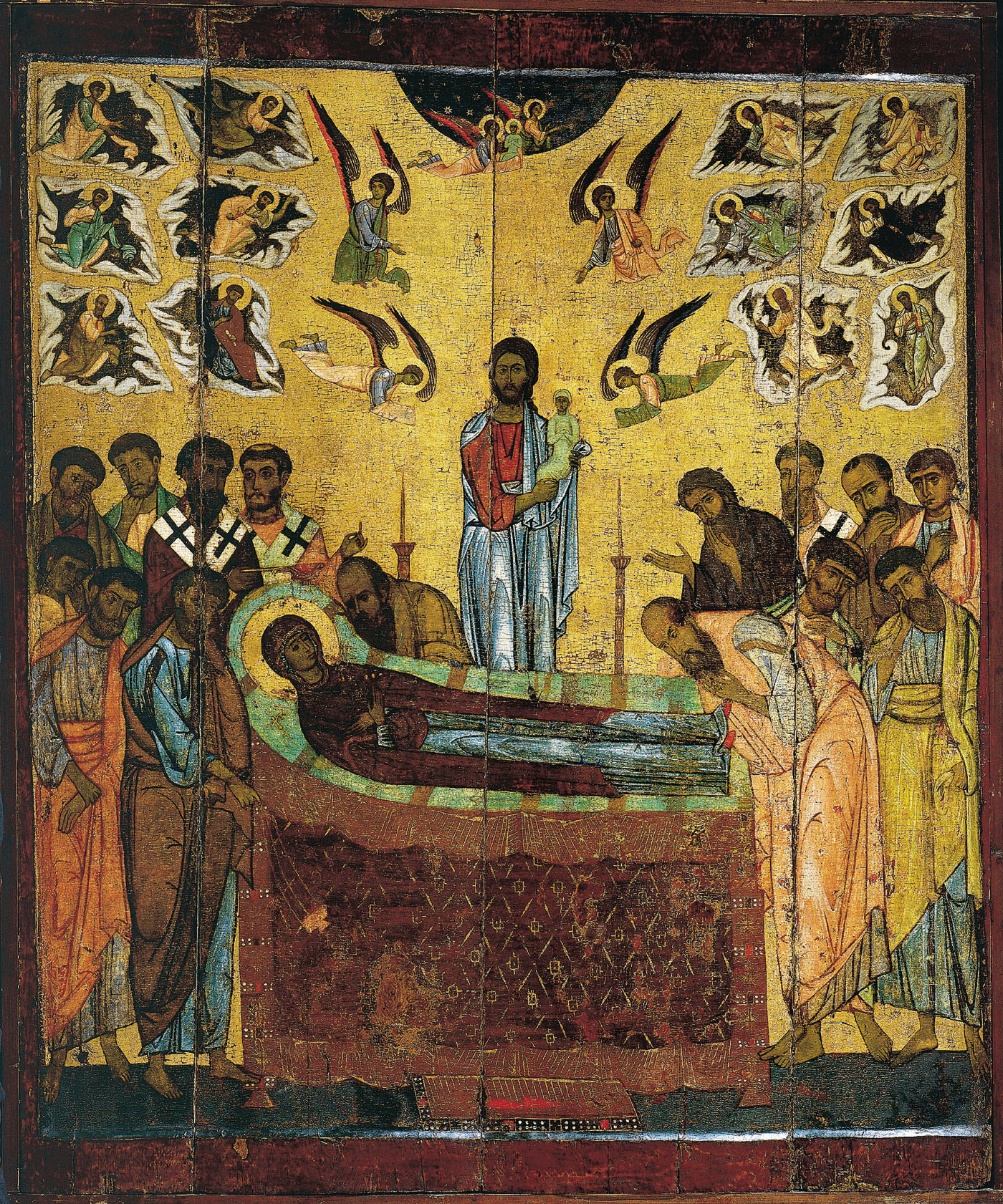
Dormition aux nuages ou Dormition Oblachnoe, début XIIIe.
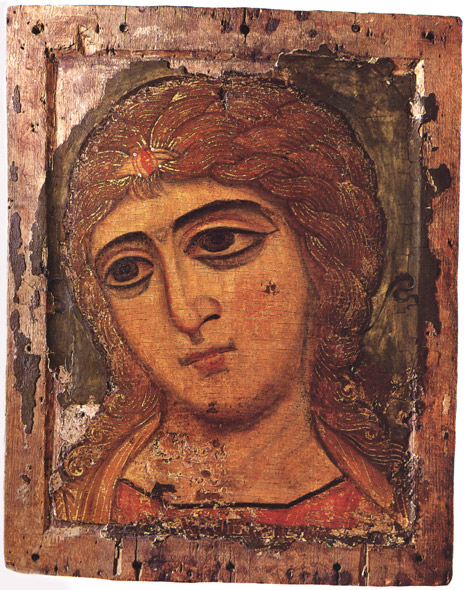
Gabriel, l'ange aux cheveux d'or, fin XIIe, Musée russe.
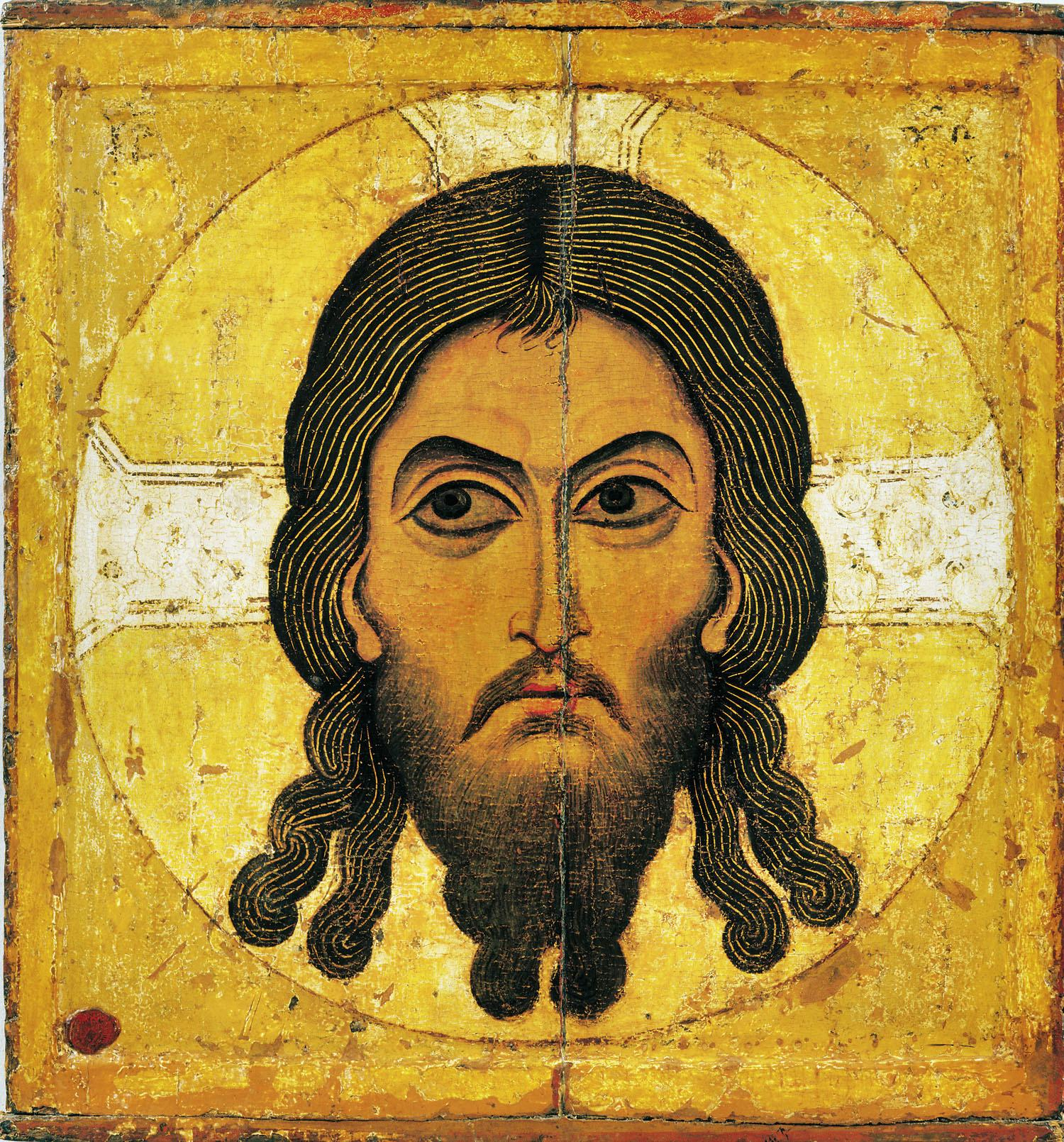
La Sainte-Face, vers 1191, galerie Tretiakov.
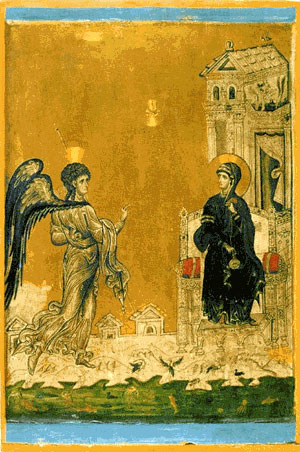
Icône de l'Annonciation, fin XIIe, Sinaï ; maniérisme.
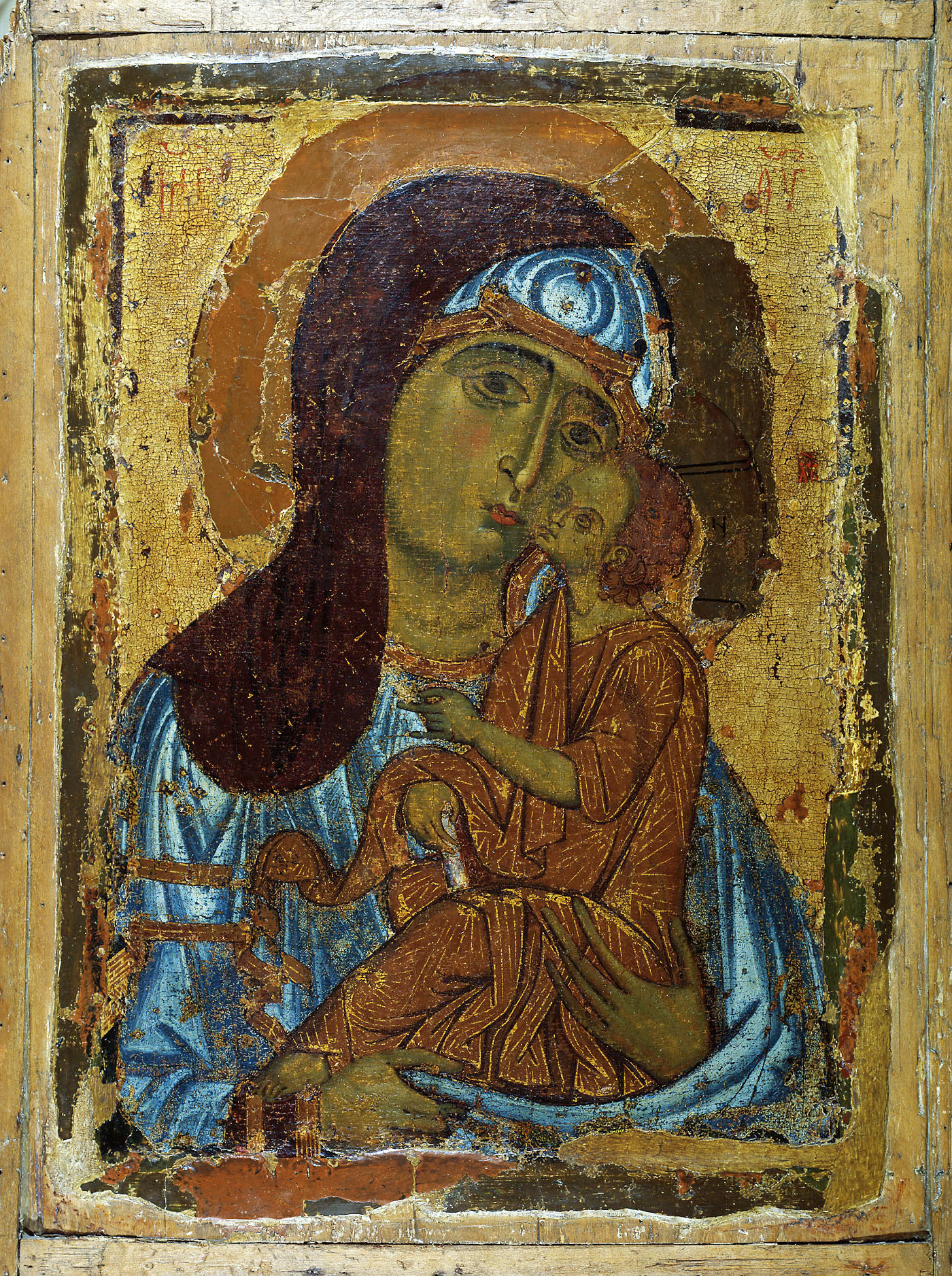
Madone de tendresse, fin XIIe, cathédrale de la Dormition à Moscou.

### Principauté de Vladimir-Souzdal

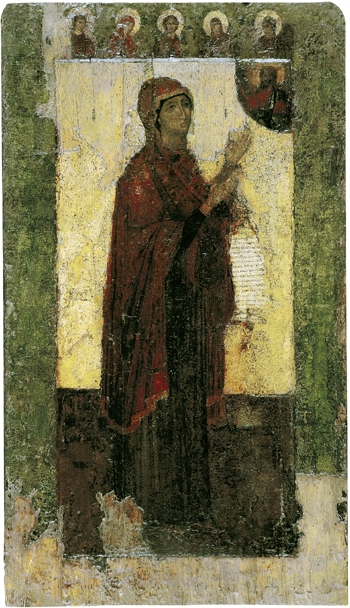
Icône de Bogolioubovo de la Mère de Dieu, XIIe siècle, couvent Kniaguinine à Vladimir.

L'iconographie de la principauté de Vladimir-Souzdal est particulière. Son développement est lié à la personne d'André Ier Bogolioubski.
En 1155, André Ier Bogolioubski quitte Vychhorod (oblast de Kiev), emportant avec lui l'icône de Notre-Dame, s'installe à Vladimir sur la Kliazma. L'icône qu'il emporte se voit attribuer le nom de l'icône Notre-Dame de Vladimir et devient le palladium de la principauté puis de toute la Russie. Cette icône de style byzantin qui pénétrait ainsi en Russie servit de mesure de la qualité artistique des travaux des peintres d'icônes qui travaillèrent dans la principauté.
Les somptueux édifices en pierre blanche d'André Ier Bogolioubski ainsi que ceux réalisés par son frère Vsevolod III Vladimirski ont été peints par les meilleurs maîtres. Probablement venaient ils de Thessalonique, où Vsevolod III passa son enfance. Il s'agit de la cathédrale de la Dormition et de la cathédrale Saint-Dimitri, toutes deux à Vladimir. La cathédrale Saint-Dimitri est dédiée au saint patron de Vsevolod III : Démétrios de Thessalonique.
L'icône de Bogolioubovo de la Mère de Dieu est commandée par le prince André Bogolioubski pour son Château de Bogolioubovo. La Vierge Marie est représentée en pied tournée vers son fils Jésus-Christ pour prier. Cette icône a été fort endommagée dès l'origine. Actuellement elle est exposée à la cathédrale du couvent Kniaguinine de Vladimir.
Deux icônes originaires de Vladimir sont conservées à la cathédrale de la Dormition de Moscou.
L'une d'elles, Le Sauveur aux boucles d'or représente le visage de Jésus-Christ. Cette icône a été peinte entre les deux siècles et relève de la culture de la cour princière. Son auteur, un peintre orienté vers le clacissime, a entouré le visage de motifs décoratifs dorés. Les cheveux, également dorés, renforcent l'effet décoratifs des motifs entourant le bord de l'icône.
Deux icônes horizontales qui étaient initialement destinées à une iconostase dans des églises dont on ne connaît plus le nom, se trouvaient dans la cathédrale de la Dormition de Moscou (actuellement elles sont exposées à la galerie Tretiakov).

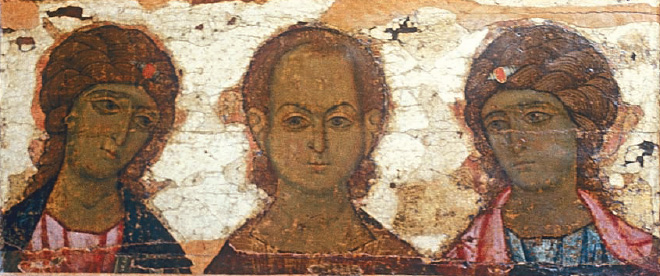
Le Sauveur Emmanuel et les anges, fin du XIIe siècle, galerie Tretiakov.

L'une de celles-ci représente en buste le Sauveur Emmanuel entouré de deux archanges. L'icône représente le Christ, encore jeune, mais rempli de puissance et de majesté divine. Il est présenté comme la victime, préparée de toute éternité pour sauver les hommes. Les visages des deux archanges expriment une tristesse muette. Avec ses tons subtils, avec la concentration du visage des sujets, l'icône rend bien le style kominovski.

### Première moitié duXIIIesiècle

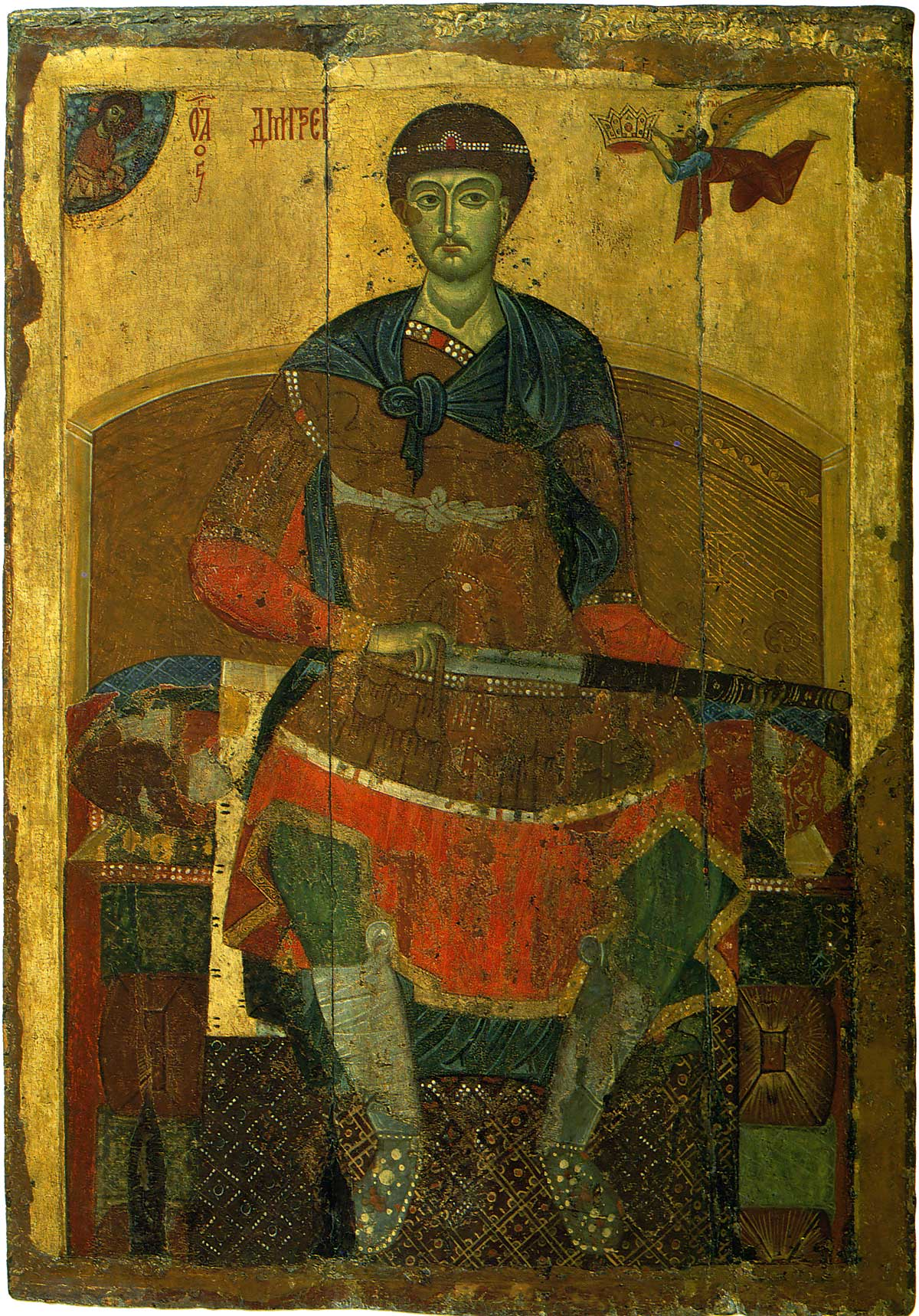
Saint Démétrios de Salonique, fin XIIe siècle - début XIIIe siècle, galerie Tretiakov.

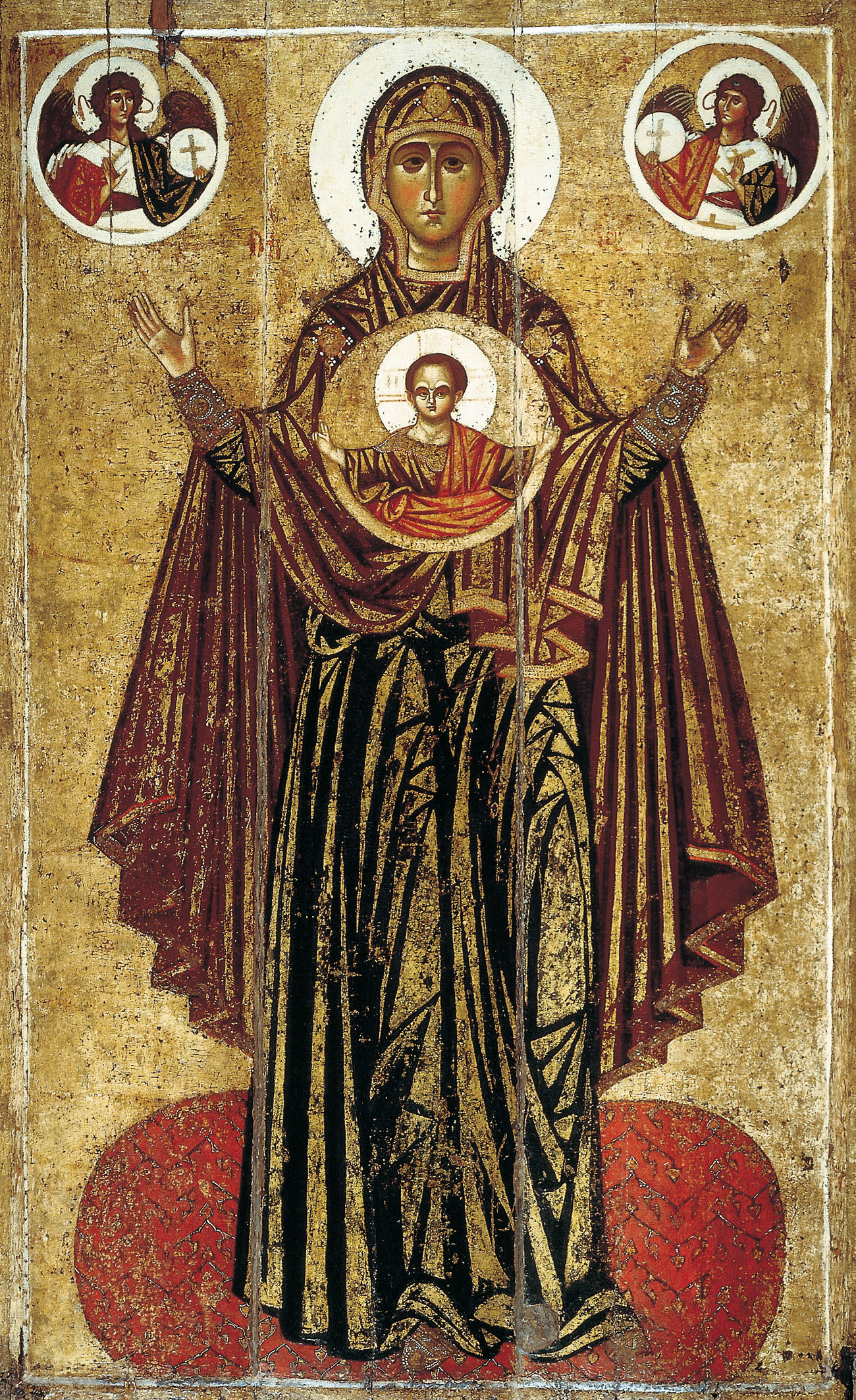
Orante d'Iaroslavl, vers 1224 (?), galerie Tretiakov.

Si Kiev a tout à fait perdu son ancienne influence à la fin du XIIe siècle, la Rus' du nord-est par contre se trouve au début du XIIIe siècle au zénith de son développement. La ville de Vladimir en était le centre avec son école d'icônes et ses maîtres réputés qui travaillaient à la cour de l'évêché de la ville ainsi que dans la vieille cité de Rostov Veliki ou encore à Iaroslavl où s'étaient installées d'autres écoles d'iconographie qui avaient transformés ces cités en centres artistiques.
La grande icône de Démétrios de Thessalonique (1212, galerie Tretiakov) fut commandée par le prince Vsevolod III Vladimirski, qui avait Démétrios comme nom protecteur de baptême. Le sujet de cette iconographie est rare : le prince est solennellement intronisé et enlève son épée du fourreau. C'est un moment de glorification alors qu'il se repose après un combat et en même temps il s'agit de l'investiture du prince qui s'est vu remettre une épée comme signe de son pouvoir par son saint-patron.
À Iaroslavl, en 1210-1220, est construite la cathédrale de la Dormition et la cathédrale de la Transfiguration au monastère de la Transfiguration. C'est pour ce dernier qu'est réalisée la grande icône du nom de « Notre-Dame Orante de Iarsolavl » (galerie Tretiakov). L'image a une figuration complexe. Notre-Dame est présentée de face, en pied, comme l'orante traditionnelle avec les mains levées pour la prière. Sur sa poitrine est représenté un médaillon de l'image du Sauveur Emmanuel  qui bénit comme un évêque, des deux mains. Dans la partie supérieure, figurent deux médaillons d' archanges vêtus solennellement. Cette icône représente plusieurs thèmes à la fois : la prière de la Sainte Vierge qui intercède pour les fidèles; le mystère de l'Incarnation du Christ et de sa Passion; son rôle de Grand-prêtre qui bénit.
Cette icône appartient clairement au patrimoine du XIIe siècle du fait de son caractère « monumental ». C'est une composition frontale, simple et majestueuse. La finesse des traits est également un trait caractéristique de son époque dans l'art byzantin du début du XIIIe siècle. Mais elle rappelle encore également les mosaïques de Sainte-Sophie de Kiev du XIe siècle. Les larges bandes d'or, généreusement réparties, mettent en valeur les replis de la robe de Notre-Dame. La multiplicité des détails décoratifs ici présente est un trait qui va prendre de l'importance dans l'iconographie plus tardive à la fin du XIIIe siècle.
Durant le deuxième quart du XIIIe siècle, à la veille des invasions mongoles, deux icônes sont trouvées à Belozersk. Elles ressemblent en partie aux icônes du nord-est de la Rus' mais sont également liées au style de Novgorod. L'icône de Notre-Dame de Belozersk (Musée russe) présente une iconographie proche de celle de Notre-Dame de Vladimir du fait du sujet, mais également du fait de la manière dont il est traité. Mais cette icône sort toutefois du cadre habituel du classique. Sa luminosité, la netteté de ses contours, la finesse de son dessin font penser à la peinture de l'époque des édifices de l'art roman en Europe occidentale.
L'icône des apôtres Pierre et Paul est d'une composition plus simple (Musée russe). Les deux apôtres sont représentés dans des poses similaires et leur image est destinée à une vision plus rapide et directe.

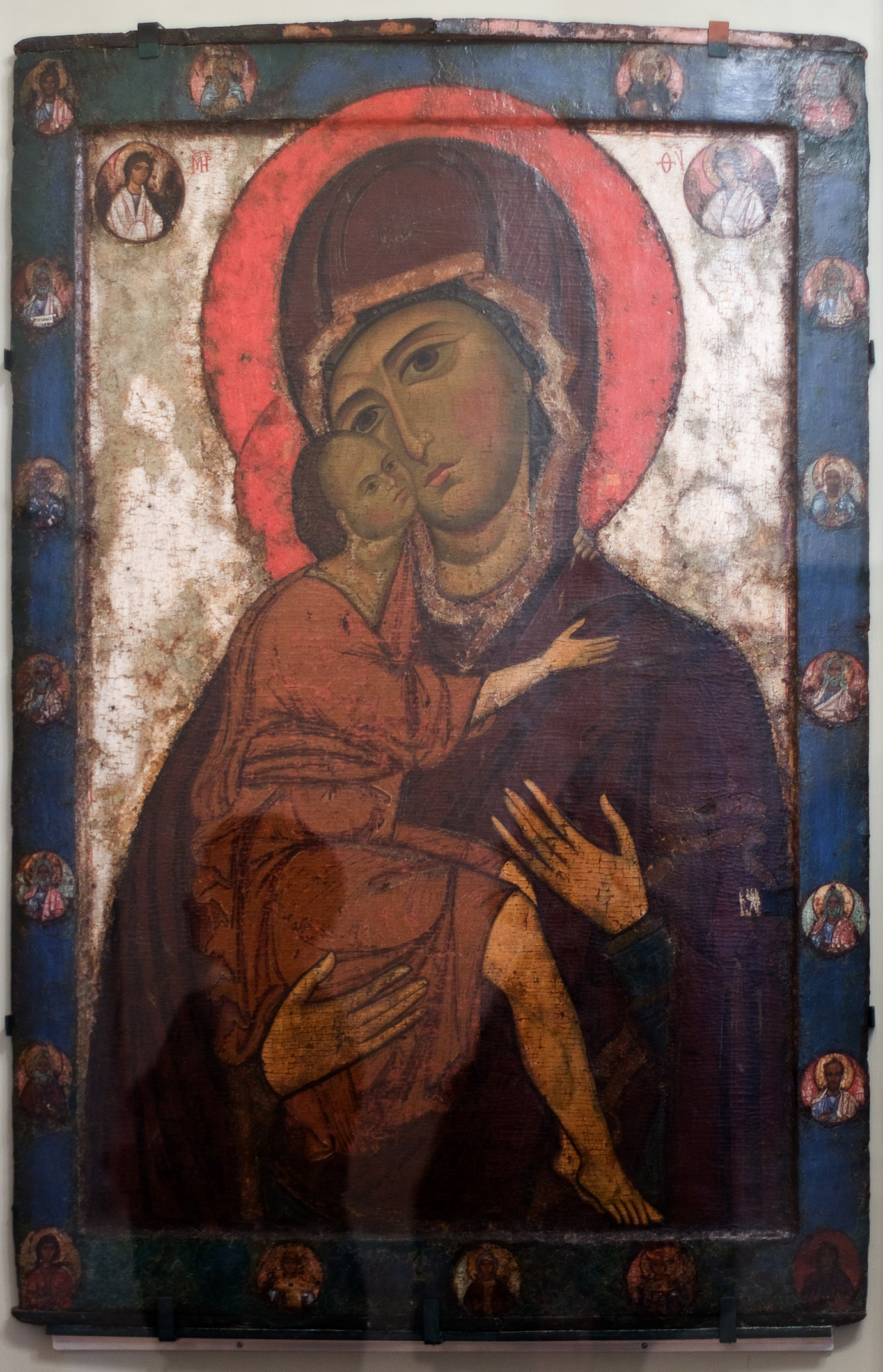
Icône de la Vierge de Belozersk, XIIIe siècle, Musée russe.
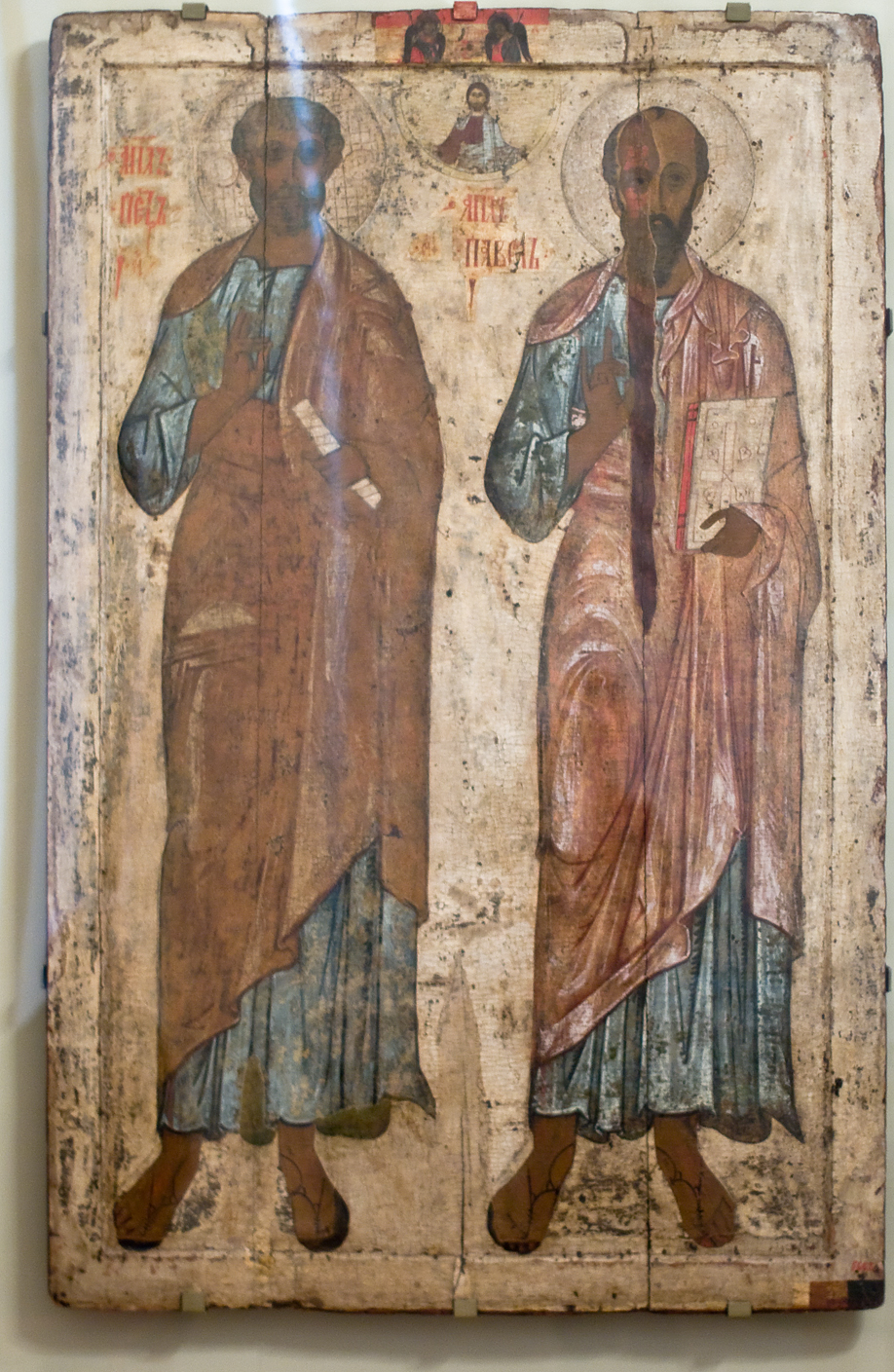
Apôtres Pierre et Paul, milieu du XIIIe, Musée russe.

## Sources de la traduction
- (ru) Cet article est partiellement ou en totalité issu de l’article de Wikipédia en russe intitulé « Русская иконопись » (voir la liste des auteurs).

- (ru) Cet article est partiellement ou en totalité issu de l’article de Wikipédia en russe intitulé « История иконописи » (voir la liste des auteurs).